# 1564

## Родени
- Кристофър Марлоу, английски драматург
- Питер Брьогел Младия, фламандски художник
- 15 февруари – Галилео Галилей, италиански учен
- 9 март – Давид Фабрициус, фризийски астроном
- 23 април – Уилям Шекспир, английски драматург

## Починали
- 18 февруари – Микеланджело Буонароти, италиански художник и скулптор (р. 1475 г.)
- 27 май – Жан Калвин, Църковен реформатор от френски произход
- 25 юли – Фердинанд I, император на Свещената Римска империя (р. 1503 г.)
- 15 октомври – Андреас Везалий, брабантски лекар